# Higanbana
Higanbana (彼岸花) (A Flor do Equinócio (título em Portugal) ou Flor do Equinócio (título no Brasil)) é um filme japonês do género drama, realizado e escrito por Yasujiro Ozu, com base no romance de Ton Satomi. Foi protagonizado por Shin Saburi, Kinuyo Tanaka e Ineko Arima e lançado no Japão a 7 de setembro de 1958 e em Portugal a 24 de julho de 2014.

## Elenco
- Shin Saburi como Wataru Hirayama
- Kinuyo Tanaka como Kiyoko Hirayama
- Ineko Arima como Setsuko Hirayama
- Miyuki Kuwano como Hisako Hirayama
- Yoshiko Kuga como Fumiko Mikami
- Chishū Ryū como Shukichi Mikami
- Fujiko Yamamoto como Yukiko Sasaki
- Keiji Sada como Masahiko Taniguchi
- Teiji Takahashi como Shotaru Kondo
- Fumio Watanabe como Ichiro Nagamura
- Nobuo Nakamura como Toshihiko Kawai
- Ryūji Kita como Heinosuke Horie

## Reconhecimentos
- Prémio de melhor atriz (Fujiko Yamamoto), Prémios Blue Ribbon 1959.
- Prémio de melhor som, Mainichi Eiga Concours 1959.